# سونيا بيريز
سونيا بيريز (بالعبرية: סוניה פרס‏) (مولودة بلقب جيلمان 27 مارس 1923 - 20 يناير 2011)  كانت زوجة شمعون بيريز الذي شغل منصب رئيس إسرائيل ورئيس وزراء إسرائيل.
خدمت سونيا في الجيش البريطاني خلال الحرب العالمية الثانية، وتطوعت لسنوات عديدة دون الكشف عن هويتها لصالح الأطفال المرضى والمعوقين والمعاقين.
تزوجت من شمعون بيريز في مايو 1945. وقد ساعدا معًا في تأسيس كيبوتس ألوموت. أنجبت سونيا وشمعون ثلاثة أبناء وثمانية أحفاد.
نادرًا ما ظهرت سونيا في العلن، وفضلت أن تلعب دورًا خلف الكواليس في حياة زوجها السياسية التي استمرت ستة عقود.

## أوائل حياتها
ولدت سونيا جيلمان في بلدة ميزوك في بولندا (وتقع حاليا في أوكرانيا) لأمها مالكا (مامشا) وأبيها يعقوب جيلمان.
وفي عام 1927 هاجرت إلى فلسطين تحت الانتداب البريطاني مع والديها وأختها الكبرى باتيا وشقيقها الأصغر إيتسيك. وكانت عائلة جيلمان من أوائل الذين غادروا البلدة، بهدف الهجرة إلى أرض إسرائيل، وأثارت هجرتهم حماسة كبيرة. وأقيمت مراسم وداع تضمنت حفلة وكلمات حضرها جميع الأهالي. استقرت الأسرة في قرية شباب بن شيمن، حيث عملت مالكا مدبرة منزلية للقرية، وعمل يعقوب كمعلم للنجارة.

## لقائها بشمعون
درست سونيا جيلمان في قرية بن شيمن للشباب حيث عاشت، والتقت بشمعون بيرسكي، المعروف فيما بعد باسم شمعون بيريز. انضم بيريز إلى مجموعة «جارين» (وهو اسم يطلق على المهاجرين اليهود إلى فلطسين العثمانية) أسسها كيبوتس ألوموت، وبقيت سونيا في القرية لإكمال دراساتها للحصول على الشهادة الثانوية. استمرت علاقتهما من خلال المراسلات، لكن انفصل الاثنان خلال الحرب العالمية الثانية، وبقي شمعون في الكيبوتس، وجندت سونيا في الجيش البريطاني.

## عملها كممرضة
عملت سونيا كممرضة في مستشفى ميداني في الصحراء الغربية خلال حملة شمال إفريقيا. كانت وظيفتها مساعدة طاقم المستشفى في كل ما يلزم لعلاج الجرحى. قالت سونيا إنه ذات يوم عندما وصفتها رئيسة الممرضات بأنها «مواطنة لعينة»، صفعتها على وجهها، ثم طُردت من المستشفى بعد ذلك، وتم إرسالها إلى دورة قيادة سيارات ثقيلة في «معسكر مينا» بالقرب من الأهرامات.

## نشاطها السياسي وزواجها
في مايو 1945، بعد عودتها إلى إسرائيل، بعد أن أكملت خدمتها في الجيش البريطاني، تزوجت من شمعون بيريز. وكانت سونيا بيريز ربة منزل اختارت الابتعاد عن وسائل الإعلام وحافظت بشدة على خصوصيتها وخصوصية عائلتها، على الرغم من مسيرة زوجها السياسية الواسعة.
وعلى مر السنين، تطوعت بيريز لأنشطة مختلفة تهدف لمساعدة المحتاجين في المجتمع الإسرائيلي. فمن بين أمور أخرى، ساعدت في توزيع المنتجات الغذائية للمحتاجين، وعملت أيضًا على نطاق واسع لمساعدة أرامل الجيش الإسرائيلي. في إحدى تلك الحالات، تبنت بيريز أبناء إحدى الأرامل بعد وفاتها، بل وتركتهم يعيشون لفترة من الوقت في المقر الرسمي لرئيس الوزراء. ومع ذلك، كان نشاطها التطوعي تحت غطاء كثيف من السرية، بسبب عدم رغبة بيريز في نشر نشاطها.

## زوجة رئيس وزراء إسرائيل

### 1984 - 1986
تولى شمعون بيريز منصب رئيس الوزراء الإسرائيلي في سبتمبر 1984، بعد سنوات عديدة من المحاولات الفاشلة للفوز بها. وخفف هذا من عداء سونيا بيريز للنشاطات العامة والسياسية لزوجها.
لقد قامت بيريز ببعض الأدوار الرمزية التي كانت تؤديها زوجة رئيس الوزراء، واستضافت بشكل رئيسي القادة والقيادات النسائية في الخارج. على سبيل المثال، حضرت حفل الاستقبال الرسمي في مطار بن غوريون لرئيس وزراء الدنمارك بول شلوتر في سبتمبر 1985 ورافقت في جولة لنائب الرئيس الأمريكي جورج هربرت والكر بوش وزوجته باربرا في إسرائيل في يوليو 1986.
ومع ذلك وخلال العامين اللذين عملت فيهما كزوجة لرئيس الوزراء، استمرت في رفض إجراء مقابلة معها، وامتنعت حتى عن أي تدخل في القضايا السياسية التي كان زوجها يعمل فيها كجزء من وظيفته.

### 1995 - 1996
بعد اغتيال رئيس الوزراء إسحاق رابين، أصبحت سونيا زوجة رئيس الوزراء للمرة الثانية والأخيرة في حياتها. وهذه المرة أيضًا، امتنعت عن الظهور في مكتب رئيس الوزراء، ولم يتعرف معظم موظفي المكتب حتى على وجهها. وخلال انتخابات الكنيست الرابعة عشرة وانتخابات رئيس الوزراء، لم تقم بأي دور فعال في الحملة الانتخابية لزوجها، كما أنها لم تحضر المناظرة بين بيريز وبنيامين نتنياهو، والتي كانت إحدى النقاط البارزة في الانتخابات.
في المقابل، وقبل ساعات من إعلان نتائج الانتخابات، اجتمع أفراد الأسرة والأصدقاء المقربون في منزل بيريز، حيث استضافتهم.

## زوجة رئيس اسرائيل
مع انتخاب شمعون بيريز رئيسا لإسرائيل، أعلنت سونيا بيريز أنها لن تنتقل معه إلى المقر الرسمي للرئيس وستبقى في شقتهما الخاصة في «نيفي أفيفيم». وعاشا منفصلين، بعد أن حنث زوجها بوعده بأن يكون انتخابه رئيسًا لحزب العمال في عام 2002 آخر وظيفة عامة له. وخلال هذه الفترة غيرت اسمها إلى سونيا جال، وهو اختصار لاسمها قبل الزواج جيلمان.

## وفاتها

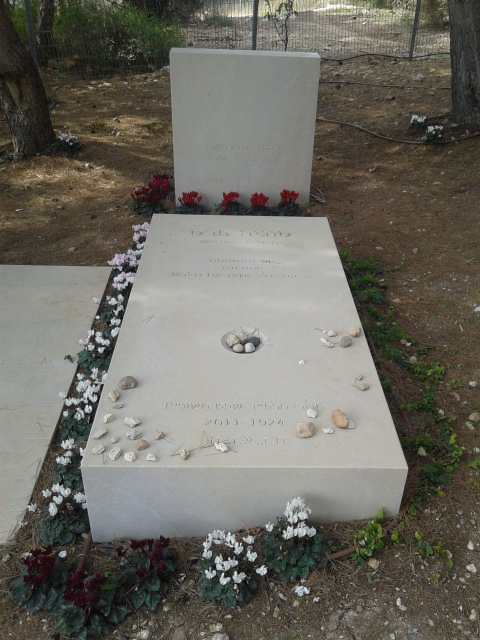
قبر سونيا بيريز في مقبرة قرية شباب بن شيمن

توفيت سونوا في 20 كانون الثاني (يناير) 2011، في شقتها في تل أبيب. وبناء على طلبها، دفنت في مقبرة قرية شباب بن شيمن وليس في المكان المخصص لها، بجانب زوجها، في «هيلكات غدولي هاأوما» على جبل هرتسل.